# Marina Rueda
Marina Rueda Flores (ur. 13 lutego 1993) – hiszpańska zapaśniczka walcząca w stylu wolnym. Zajęła dziesiąte miejsce na mistrzostwach świata w 2022. Dziewiąta na mistrzostwach Europy w 2023. Jedenasta w indywidualnym Pucharze Świata w 2020. Zajęła szesnaste miejsce na igrzyskach europejskich w 2019. Brązowa medalistka igrzyskach śródziemnomorskich w 2022 i piąta w 2018. Trzecia na mistrzostwach śródziemnomorskich w 2015 roku.